# Slirbroms
Slirbroms är den del på ett fiskespös rulle som reglerar motståndet. Den finns till för att inte överbelasta "huset".  

## Funktion
Slirbromsen är oftast utformad som en skruv längst upp på rullen eller en mutter längst ned. När bromsen är inställd på "löst" släpper den efter linan vid belastning, och vid "hårt" förblir linan still. Denna broms är till för att skydda rullen mot överbelastning, eller vid uttröttning av fisken genom att ge fisken fritt spelrum. Denna funktion används främst vid fiske efter havsöring, då öringen kan simma iväg uppemot 100 meter i en så kallad "rush".